# اسم خالية

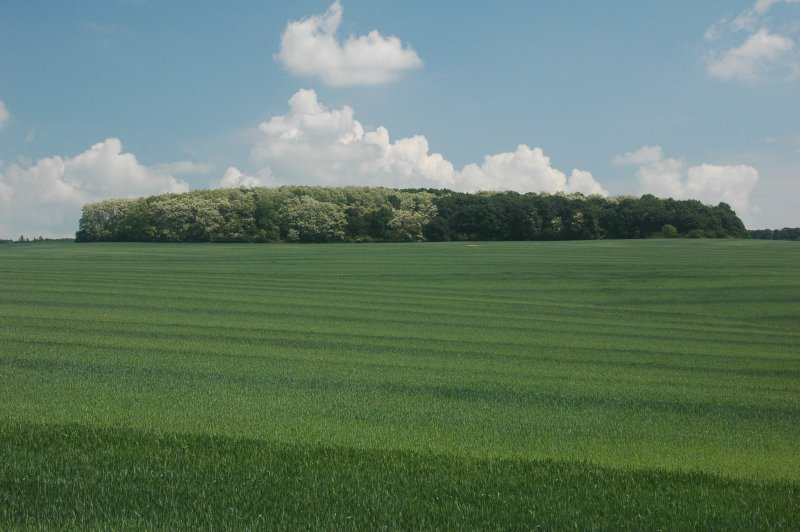

اسم الخالية هو علم للأرض الخالية. مقابل اسم العامرة. وكلاهما قسم من أعلام الأماكن.